# Эйскенс, Гастон
Гастон Эйскенс (Гастон Франсуа Мари, виконт Эйскенс; нидерл. Gaston Eyskens (Gaston François Marie); 1 апреля 1905, Лир, провинция Антверпен, Бельгия — 3 января 1988, Лёвен, Бельгия) — бельгийский политик, трижды премьер-министр Бельгии — в 1949—1950, 1958—1961 и 1968—1973. Член Католического блока, после Второй мировой войны — Социально-христианской партии, а после её раскола в 1968—1972 годах — Христианской народной партии.

## Биография
Окончил Лёвенский католический университет и Колумбийский университет со степенью магистра. С 1931 года — профессор в Лёвене; позднее стал деканом экономического факультета. Позднее был признан доктором honoris causa Колумбийским, Кёльнским университетом и Еврейским университетом Иерусалима.
В 1939 году был избран в Палату представителей от Католического блока. В 1945 и 1947—1949 годах был министром финансов, в 1950 году — министром экономики. В 1947—1949 — вице-премьером.
11 августа 1949 года сформировал своё первое правительство, которое стало также первым кабинетом, возглавляемым членом Социально-христианской партии. Однако уже 8 июня 1950 года ушёл в отставку.
Во второй раз Эйскенс стал премьер-министром в 1958 году, и его кабинет проработал почти три года, уйдя в отставку 25 апреля 1961 года после серии крупных забастовок.
В 1965–1966 — министр финансов.
После кризиса, связанного с разделением его alma-mater, Лёвенского католического университета, 17 июня 1968 года Эйскенс возглавил правительство в третий раз и ушёл в отставку 26 января 1973 года. Это правительство стало последним, которое возглавлял представитель Социально-христианской партии — вскоре она раскололась на валлонскую и фламандскую. Эйскенс стал членом фламандской Христианской народной партии, ныне известной как «Христианские демократы и фламандцы».
Его старший сын Марк Эйскенс был премьер-министром Бельгии в течение восьми месяцев в 1981 году.